# 109 (商業施設)
109（イチマルキュー）は、東急の完全子会社である株式会社SHIBUYA109エンタテイメント（本社所在地:東京都渋谷区道玄坂）が展開するファッションビルおよびテナント、ブランドの名称。

## 名称の由来
由来は「東急（とうきゅう）」の読みを数字の「10-9」 → 「いち・まる・きゅう」にあてた語呂合わせから。また、「営業時間が午前10時から午後9時まで」という意味も盛り込まれている。

## 概要と沿革

### SHIBUYA109（渋谷）

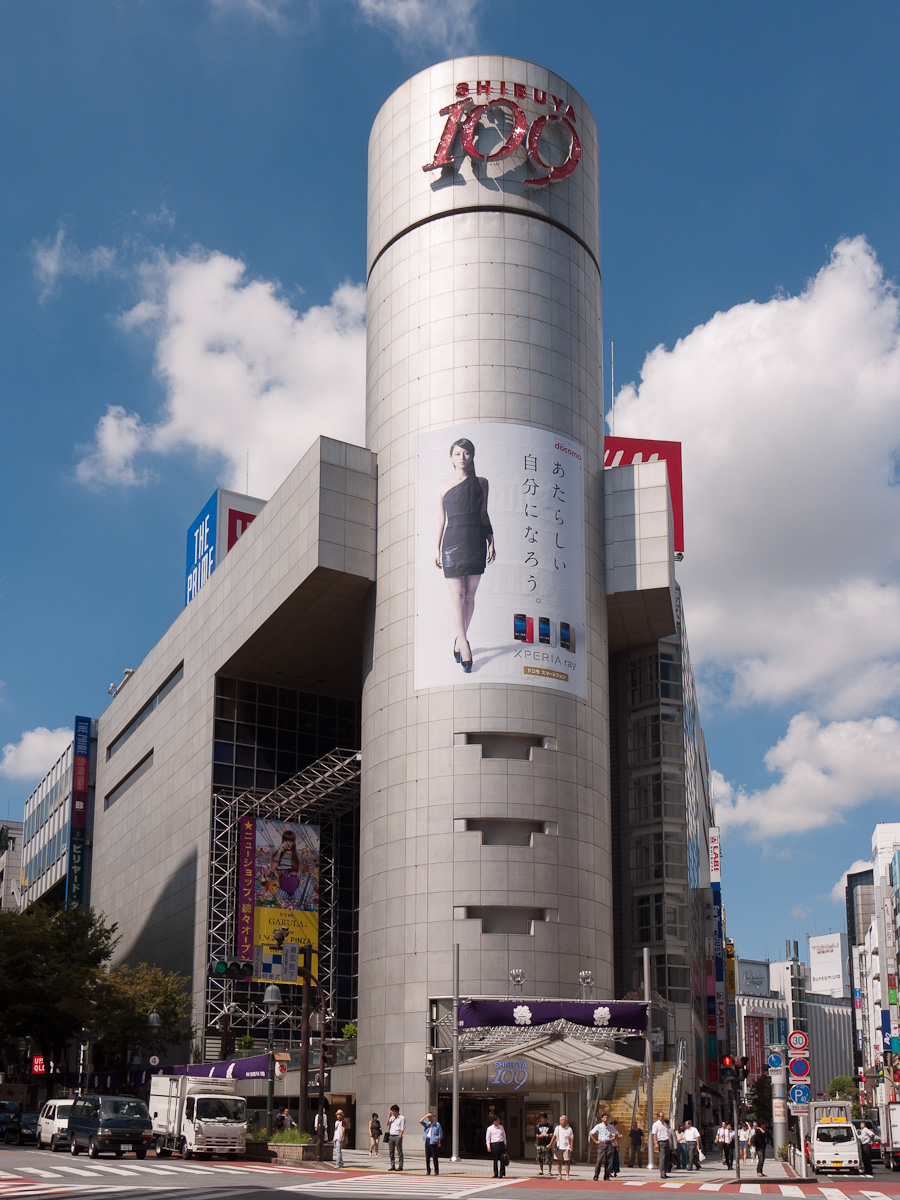
SHIBUYA109の旧ロゴ時代
（2011年9月）

東京都渋谷区宇田川町周辺で展開するセゾングループの渋谷公園通りの開発に対抗して、東急グループが東急百貨店本店に続く東急本店通り（現:文化村通り）に顧客を吸引するために、東急モールズデベロップメント (TMD) の前身である旧「東急商業開発」（当時の社名はティー・エム・ディー）が1979年（昭和54年）4月に渋谷区道玄坂二丁目の道玄坂下交差点に面した鋭角の角地にオープンさせた「ファッションコミュニティ109」（現:SHIBUYA109）が初の店舗であり、今なお売上の多くを占める旗艦店である。
開業当初は20代後半から30代の女性向けテナントを集積させていたが、その後方針を転換。現在では店内のほとんどが10代後半から20代前半の女性向けのテナントで占められている。その購買層からは「マルキュー」の略称で呼ばれている。鋭角の立地を活かした円柱形のエレベーター・タワー（シリンダーと呼ぶ）が特徴の設計は、ポストモダン建築で有名な竹山実による。アルミパネルで覆われたその壁面は、渋谷スクランブル交差点などからも容易に見通せるため、化粧品、携帯電話や旬の歌手などの広告が掲げられ、その時々の商業戦略をうかがうことができる。
正面外壁に取り付けられる巨大ポスターは、屋外広告としては世界一良い場所にあるといわれている。その料金はポスターの制作費込みで２週間1800万円。（2003年時点）
また、正面玄関前および道玄坂側の店舗前にある「109スクエア」は、シリンダー広告と連動、あるいは単独でのイベントスペースとなっている。新製品のプロモーション、サンプリング、タレントの出演など、店舗の顧客層をターゲットにすることはもちろん、地の利により多数の通行人の目に付きやすいため、週末を中心に宣伝媒体の一つとして利用されている。なお、シリンダー広告のスポンサーの決定後にイベントスペースのスポンサーが決定するため、広告が競合する場合は利用できないことがある。
渋谷のシンボルとして定着しているため、『ガメラ3 邪神覚醒』、『ゴジラ×メガギラス G消滅作戦』、『ドラゴンヘッド』、『日本沈没』など多くの作品で破壊される描写が登場する。この他、かつてはBunkamuraなどとともに東急線の車両のつり革に広告を出しており、地方に譲渡されたこれらの車両には当時の広告がいまだに残っているものもある。
開業40周年を迎える2019年（平成31年）4月にはイメージの一新を図るため、これまで親しまれてきた109のロゴマークを一般公募で募集したものに変更した。

## 店舗
2017年（平成29年）4月に株式会社東急モールズデベロップメント (TMD) が会社分割され、株式会社SHIBUYA109エンタテイメント発足。以降同社が109事業を引き継ぎ、施設・店舗の運営を行っている。

### 109本体

#### SHIBUYA109
- 東京都渋谷区道玄坂、1979年（昭和54年）4月28日開業、地上8階地下2階。TOKYUポイント加盟店（一部テナントを除く）。現在の営業面積は10,220m2、テナント数は121店舗。

元「恋文横丁」や三丸洋品店跡に丸國産業が中心となり、地権者や商店主（人）が協同して、東急百貨店の計画のもとに「道玄坂共同ビル」を建設。ティー・エム・ディー（後：東急商業開発、現：東急モールズデベロップメント）がデベロッパーとして管理・運営にあたり、ビルオーナー関係の20店舗とテナント70店舗からなる「ファッションコミュニティー109」として開業した。
1989年（平成元年）より現在の「SHIBUYA109」に名称変更された。2018年（平成30年）には109MACHIDAがレミィ町田（現：町田センタービル）に業態転換したことにより、他の商業施設へのテナント出店ではない唯一の109単独店舗（施設）となった。

#### MAGNET by SHIBUYA109

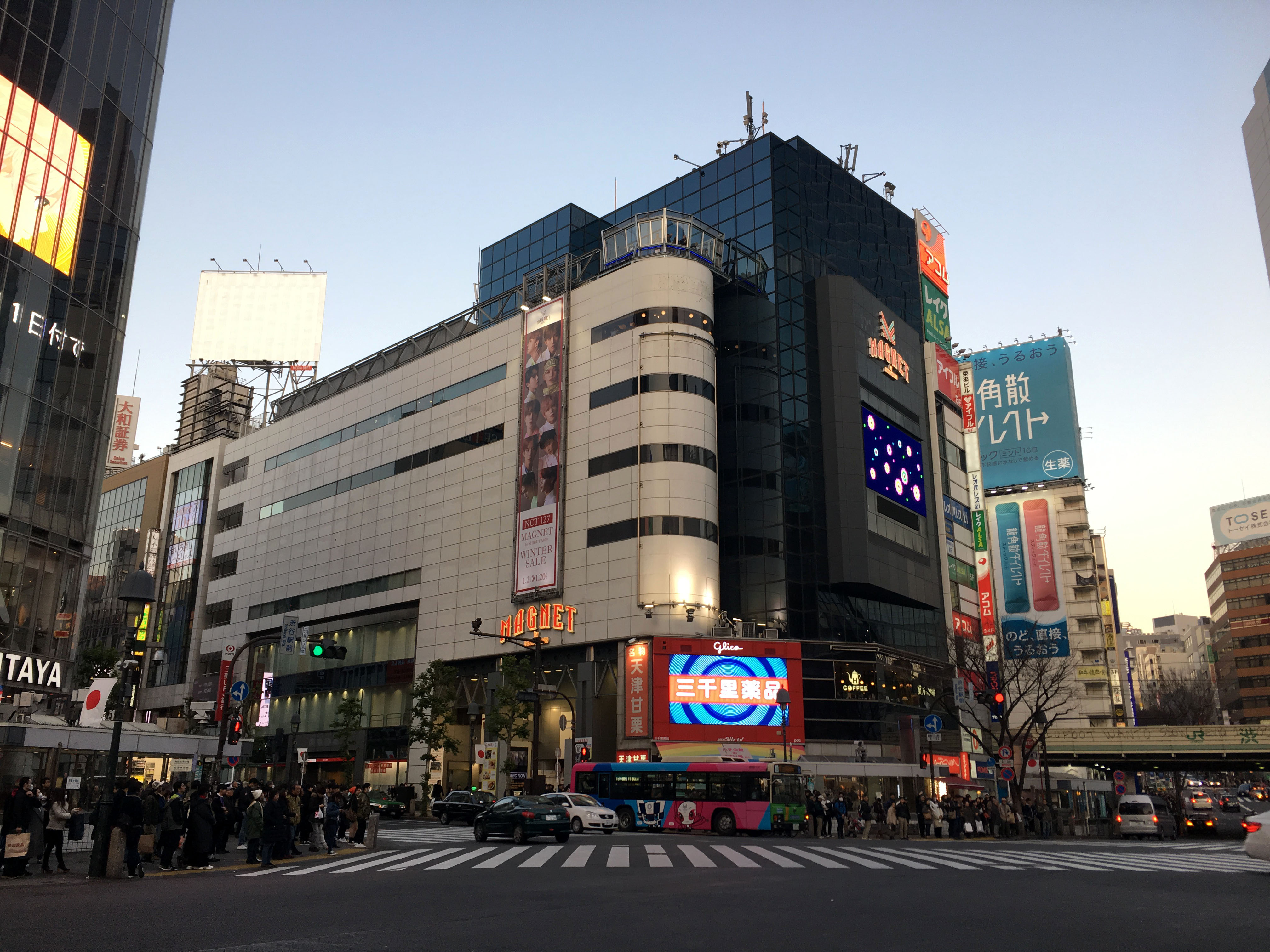
MAGNET by SHIBUYA109
（東京都渋谷区）

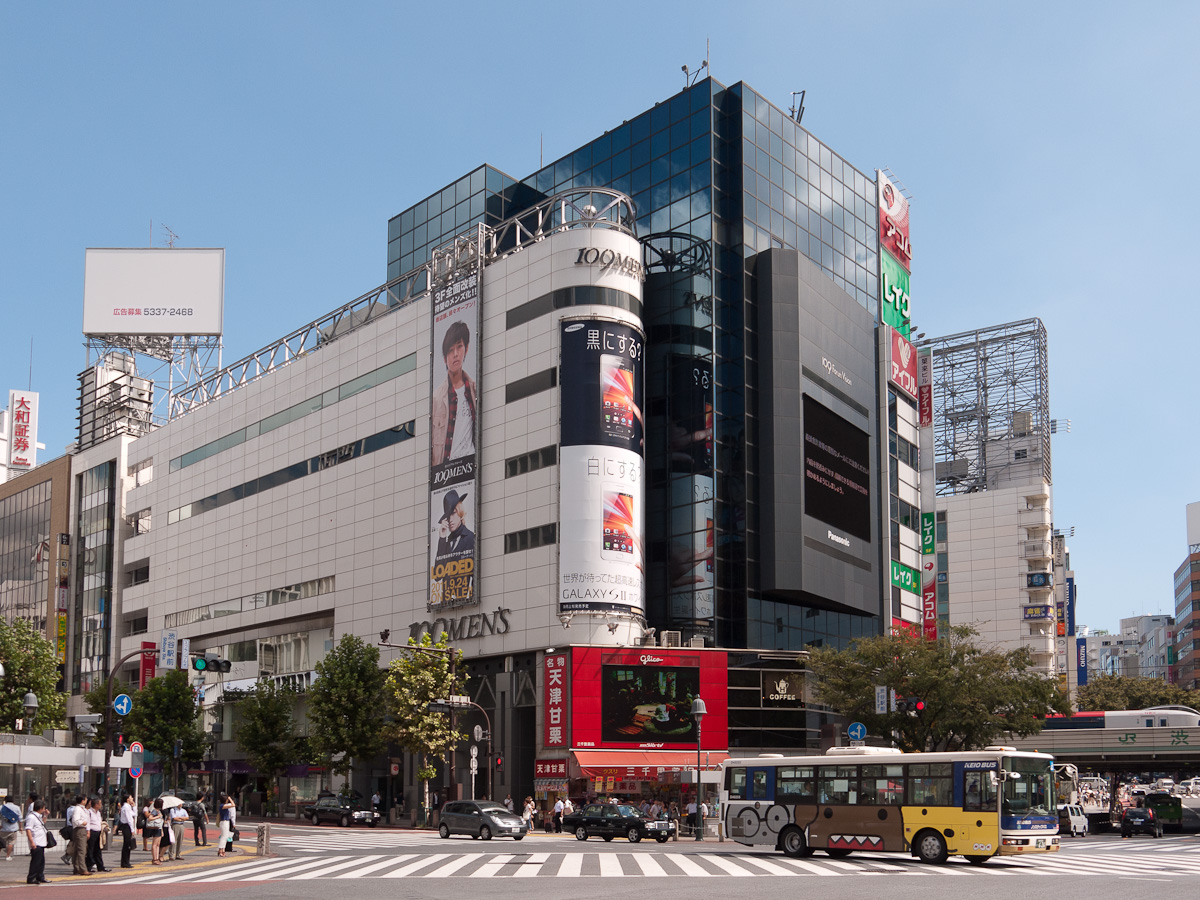
109MEN'S時代（2011年9月）

- 東京都渋谷区神南、正式な建物名称は東急渋谷駅前ビル[10]。「109-②」（イチマルキューツー）として1987年（昭和62年）10月30日に開業、地上7階地下2階。TOKYUポイント加盟店（一部テナントを除く）。現在の営業面積は5,849m2、テナント数は49店舗。

渋谷駅ハチ公口の北側向かい側にあり、旧称の109-②より「キューツー」の愛称で呼ぶ人もいる。
2006年（平成18年）3月に5階、同年9月には6階がそれぞれリニューアルして、男性向けのテナントフロア「109MEN'S」として営業を開始。改装される以前は「JUNIOR STATION 109」としてローティーン向けのテナントが営業していた。2008年（平成20年）4月には新たに7階が「109MEN'S」としてリニューアルオープンされた。
2011年（平成23年）3月18日に建物全体を「109-②」から「109MEN'S」に改称。
さらに2018年（平成30年）4月28日には「MAGNET by SHIBUYA109」に改称し、7階を「MAG7」（マグセブン）として食を中心に音楽・アートを取り入れたエンターテインメント性の高いエリアとしてリニューアルした他、屋上を「MAG's PARK」（マグズパーク）として様々なコンテンツの発表・情報発信に加え、国外でも人気のある渋谷スクランブル交差点を見下ろすことができるエリアとして開放。その他のエリア（1階〜6階）についても2019年（平成31年）以降メンズアパレル（ファッション）だけでなく、多種多様なアパレル、雑貨、カフェ、キャラクターショップなどを取り揃えたフロアにリニューアルされた。
建設前、当地の一角には三和銀行渋谷支店（現：三菱UFJ銀行渋谷中央支店）が入居するビル（三和銀行の自社ビル）があった。この縁で、同支店は当施設の一部を借り上げ、自社ビル時代とほぼ同じ場所で営業していた。しかし、2021年（令和3年）5月24日付で渋谷支店（道玄坂1丁目）内へのブランチインブランチ化に伴い撤退。跡地に出店したアメリカン・イーグル・アウトフィッターズも2024年1月28日に閉店している。

#### SHIBUYA109 ABENO

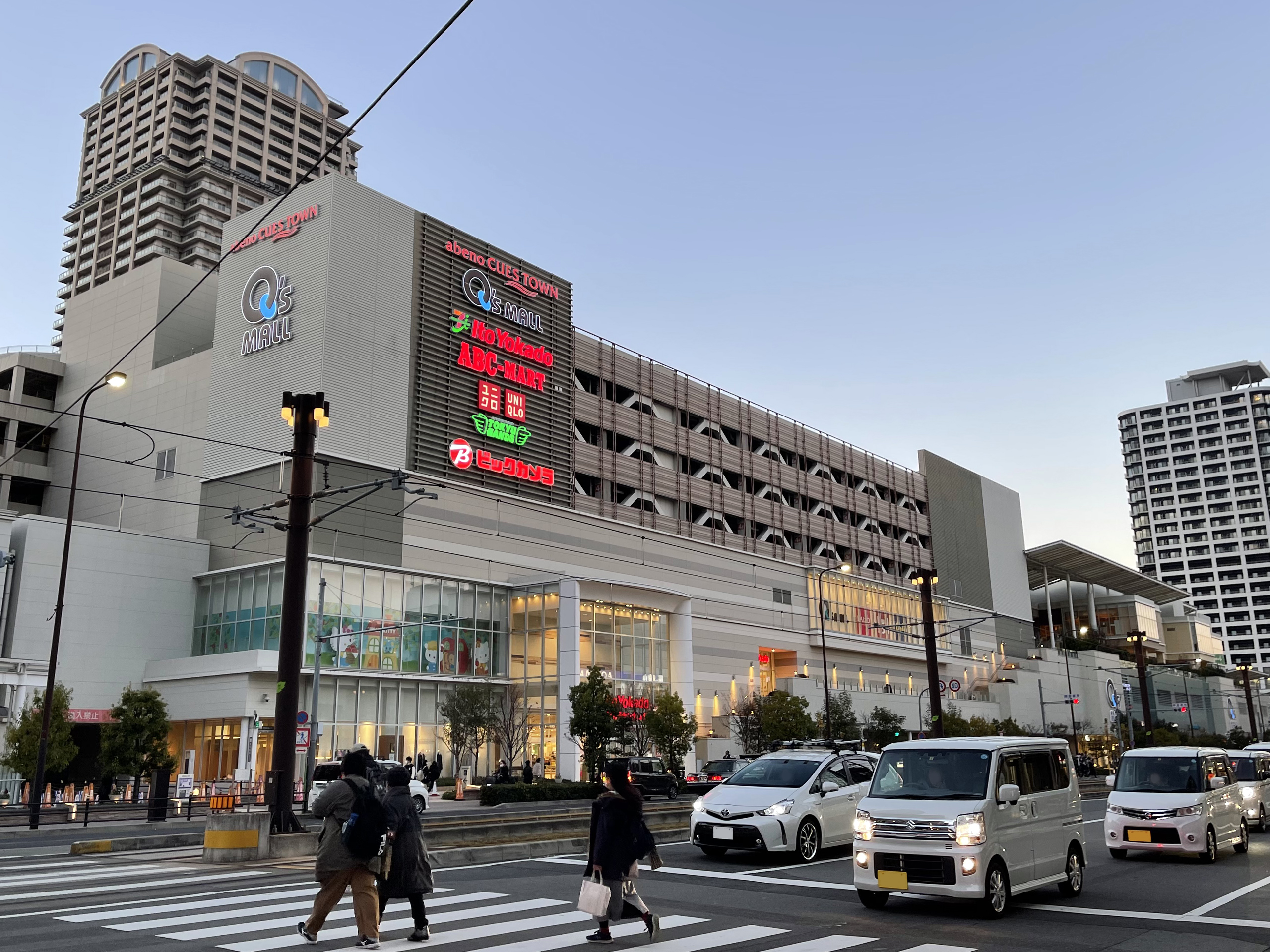
SHIBUYA109 ABENOが入居するあべのキューズタウン
（大阪市阿倍野区阿部野橋筋）

- 大阪府大阪市阿倍野区阿倍野筋（大阪阿部野橋駅付近）、2011年（平成23年）4月26日開業、あべのキューズモールの2階の一部での営業。2014年現在の営業面積は3,827m2、テナント数は35店舗。

阿倍野再開発事業地内に開業したあべのキューズタウンの「あべのキューズモール」内にオープン。
関西初の109出店にあたり、1店舗ごとの面積はSHIBUYA109より約5-10坪広い作りとしている。また、他地域の109業態と異なり、東急モールズデベロップメント109事業部が直接運営し、リーシングから販促、従業員教育まで一貫して行っている。

#### SHIBUYA109 HONG KONG

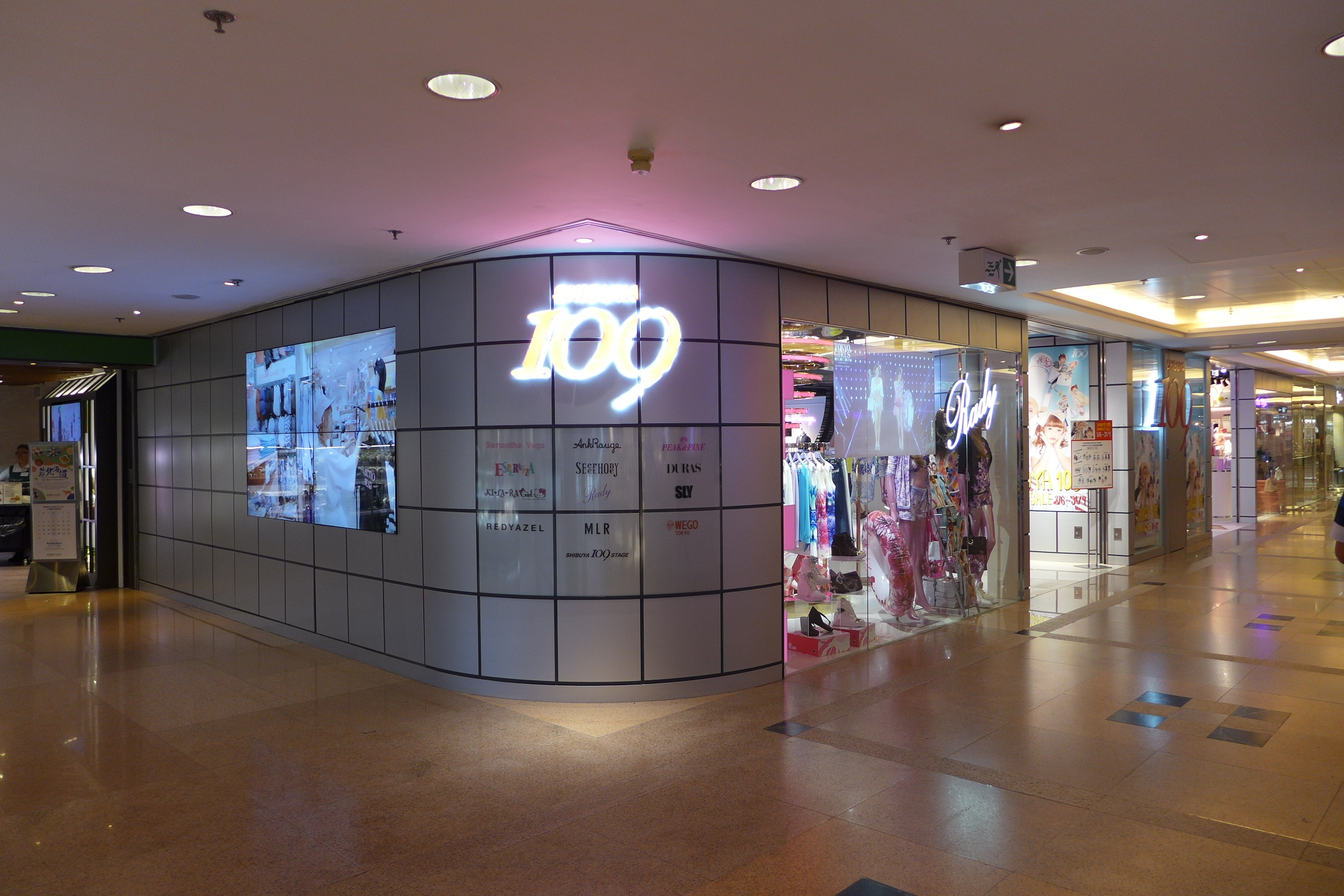
SHIBUYA109
（香港・海港城港威商場）

- 109初の海外進出店舗。香港の九龍半島南端・尖沙咀“海港城港威商場”L3（ハーバーシティ3階）、2015年12月10日開業、営業面積は9,000ft²、テナント数は13店舗。

### 109関連事業

#### 109MEN'S
2000年代にはこれまで109が不得手としていた男性向けテナントの専門店として、109MEN'Sを展開した。
- 109MEN'S（現：MAGNET by SHIBUYA109） - 5階（2006年3月開業）、6階（2006年9月開業）、7階（2008年4月19日開業）

また、SHIBUYA109 DREAMS同様の進出方法を用いた109以外のビルへの出店および地方進出として、福岡市へ第1号店を出店した。
- 109MEN'S 天神コア（福岡県福岡市中央区天神） - 天神コア6階（2007年9月15日開業）
- 109MEN'S 4丁目プラザ（北海道札幌市中央区） - 4丁目プラザ 5階（2008年10月4日開業、2018年1月31日閉館）

この他、かつては以下の一部のフロアでも109MEN'Sとして営業していたことがあった。
- KOHRINBO109（現：香林坊東急スクエア） - 3階（2004年3月15日開業）
- 109MACHIDA（現：町田センタービル、旧：レミィ町田） - 4階（2007年9月1日開業）
- SHIZUOKA109（現：けやきプラザ） - 3階（2007年10月6日開業）

#### ネットショッピング
ファッション雑誌やテレビ番組による全国的な知名度を生かし、2004年（平成16年）10月より「SHIBUYA109 NET SHOP」のブランドでインターネットショッピングにも進出し、2006年（平成18年）11月には、109MEN'Sの新鋭人気ブランドを集積した「109MEN'S NET SHOP」を開設した。2012年（平成24年）11月には、次世代の109ブランドの発掘および育成を目的に「109NET PLUS」を開設した。

### かつて存在した店舗及び関連事業

#### KOHRINBO 109

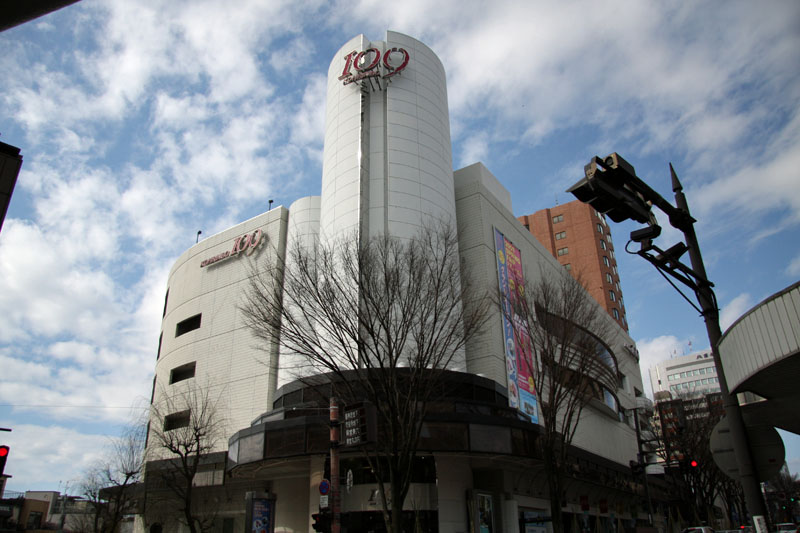
KOHRINBO109
（現：香林坊東急スクエア、金沢市香林坊）

- 石川県金沢市香林坊、1985年（昭和60年）9月21日開業、地上5階地下3階のうちの地上4階から地下1階での営業。TOKYUポイント加盟店（一部テナントを除く）。2014年現在の営業面積は7,738m2、テナント数は73店舗。地下3階と地下2階は石川県県民ふれあい公社の香林坊地下駐車場。

109初の地方出店店舗。石川県唯一のミニシアターもある複合商業施設であったが、「大人向けの商業施設」への転換を目指し、全館を改装。2016年（平成28年）4月に施設名称を「香林坊東急スクエア」へ変更し、複合商業施設にリニューアル。これによって109の名称は消滅した。

#### TATEMACHI 109-②
- 石川県金沢市竪町

北陸地方の地場不動産会社、細田商事がフランチャイズ契約を結び竪町の109-②（イチマルキューツー）は開店したが、1994年（平成6年）9月にビル名称をベルセルに戻してフランチャイズ契約を解消し、109-②は閉店となった。
1992年（平成4年）に金沢でウルトラマンフェスティバルを開催した縁から、1993年（平成5年）7月17日より2階と3階にウルトラマンのオフィシャルショップ「ウルトラマンワールドM78」が入居していた他、4階には円谷プロダクション金沢オフィスがあった。109-②の閉店後はウルトラマン博物館を閉館するなど規模を縮小し、前述のKOHRINBO109へ「ウルトラマンワールドM78」を移転するも、手取フィッシュランドにウルトラマンスタジアムが出来た後に閉店した。
現在はアニメイトやらしんばん、代々木アニメーション学院などが入居したオタク層向けの商業ビルとして運用されている。

#### ONE-OH-NINE
- 東京都渋谷区宇田川町、1986年（昭和61年）4月29日開業、営業面積6,440m2。

テナントビル（「三善ビルディング」を一棟借り）。109が10代女性向けのファッションビルへとリニューアルしたことに伴い、109が開業当初に想定していた本来の購買年齢層である20代女性向けのファッションビルとしてONE-OH-NINE（ワンオーナイン）は開業した。さらに後には後述するように30代向けのONE-OH-NINE 30'sも隣接地に開業。1990年（平成2年）から1998年（平成10年）まではキーテナントにHMV渋谷店が入っていた。
1995年（平成7年）にマルハン入居しHMV移転後増床以降、アミューズメントビルに業態転換し名称もマルハンパチンコタワー渋谷という名称をメインとし、「ONE-OH-NINE」の名称は影に隠れた格好となった。2016年（平成28年）1月17日をもってマルハンは閉店。同年12月時点では、ビルのリニューアル工事に伴い全テナントが退去している。
跡地には2017年（平成29年）5月12日にMEGAドン・キホーテ渋谷本店が開店している。

#### ONE-OH-NINE 30's
- 東京都渋谷区宇田川町。ONE-OH-NINEの西隣にあったテナントビル。

当初はビル名称変更を伴う109の想定購買層変更により、20代女性向けのファッションビルとしてONE-OH-NINEが開業し、同様に30代女性向けのファッションビルとして同店が開業した。しかしその後の経済状況の変化などに伴い、業態を変更した。1998年（平成10年）6月から2007年（平成19年）10月までのキーテナントはブックファースト渋谷店であった。2007年10月、建物の耐震性を理由に閉鎖。建物は直ちに取り壊され、現在跡地はH&M渋谷店をキーテナントとするShibuya Flagになっている。

#### アネックス109トヤマ→TOYAMA 109
- 富山県富山市中央通り、1986年（昭和61年）3月29日開業[17]。

北陸地方の地場不動産会社、大洋不動産がフランチャイズ契約を結び、旧パチンコ日活跡地に開店したが、2000年（平成12年）9月にビル名称をセプラに改称しフランチャイズ契約を解消し、109は閉店となった。
その後、無印良品がキーテナントとして入ったが、数年で撤退、現在は3階にあった映画館を北陸銀行グループが改装し、「てるてる亭」という演芸場となっている。

#### 109 UTSUNOMIYA
- 栃木県宇都宮市江野町、オリオン通り内、ams宇都宮（旧:山崎百貨店 → 緑屋）の閉店後2001年（平成13年）10月開業[18]、ビル所有者の東急不動産が出店。

21世紀最初に出店した109であった。開業時は2日で来店者が5万人を突破し、3日で売り上げが1億円を超えるなど好調であったが、開業2年目にはすでに閑散としており、周辺の宇都宮パルコや郊外型大型ショッピングセンターとの競合もあって、売上げの不振が続き、2005年（平成17年）7月をもってわずか3年9ヶ月で閉鎖となった。久繁哲之介は撤退要因として「市民ニーズを把握していないこと」と「マスコミと専門家の『過剰な報道』」の2点を指摘した。前者について詳しく要因を見ると、テナントを埋めるために100円ショップを入れるなどファッションと無関係な店舗を誘致して109ブランドを失墜させたこと、店員の資質が欠けていたこと、周囲に若者から好まれるような類似コンセプトの店がなく立地が不適切であったこと、湘南新宿ラインに乗れば宇都宮から直接SHIBUYA109へ行けることが挙げられる。建物は取り壊され、跡地はオリオンスクエアとして、ジャズコンサートなどのイベントに利用されている。

#### 109 MACHIDA

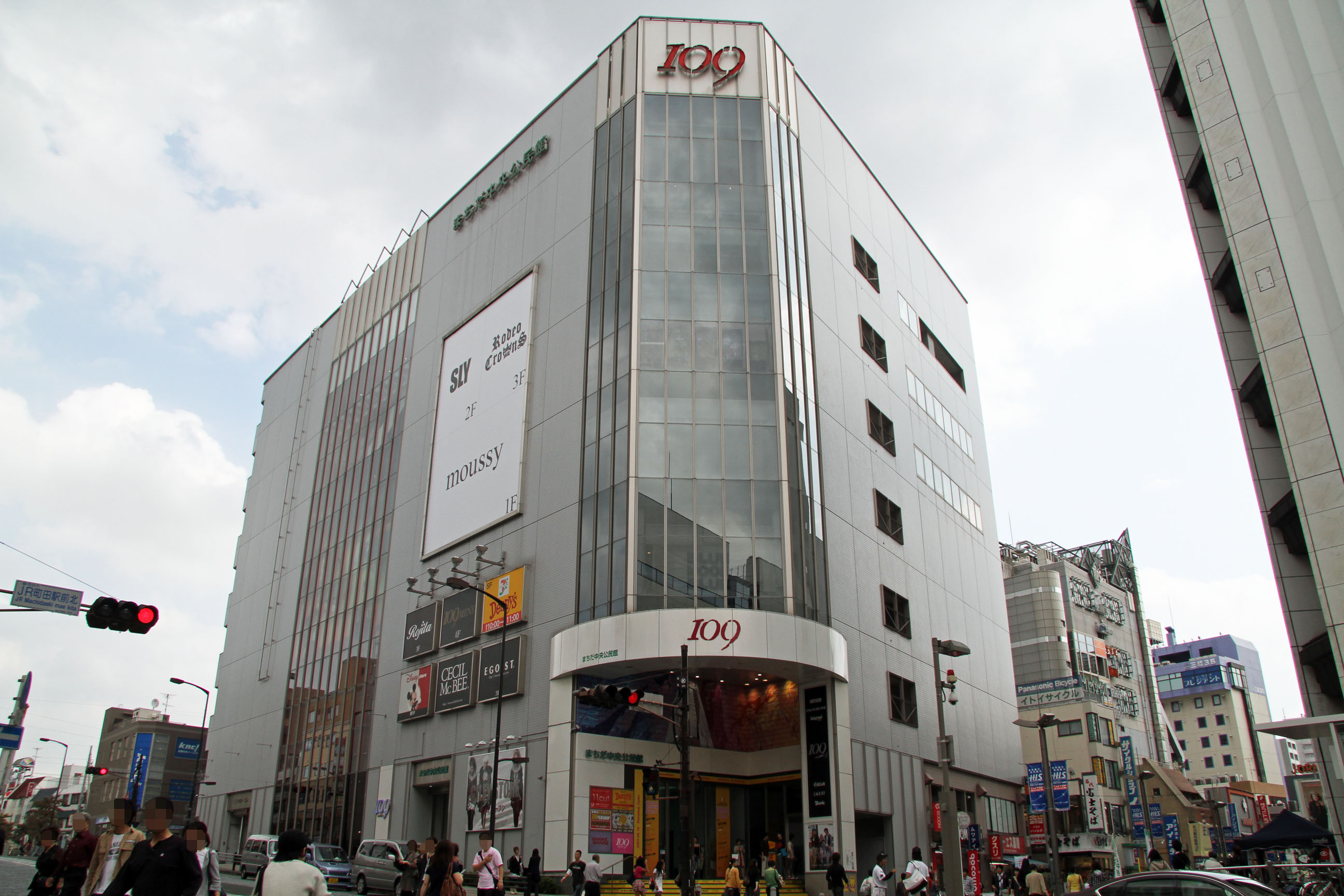
109MACHIDA
（現：町田センタービル、町田市原町田）

- 東京都町田市原町田、2002年（平成14年）7月20日開業、地上8階地下2階のうちの地上5階から地下1階での営業。TOKYUポイント加盟店（一部テナントを除く）。2015年12月現在の営業面積は6,516m2、テナント数39店舗。前述の会社分割以降も東急モールズデベロップメントが引き続き運営。

町田市の再開発ビル「町田センタービル」に入居、上階の6〜8階には町田市の「まちだ中央公民館」と「町田市生涯学習センター」が、地下2階には公民館利用者用の駐輪場も入居する複合商業施設となっている。
2018年（平成30年）4月1日、施設名称を「レミィ町田」に変更し、109の名称は消滅、2022年（令和4年）3月31日をもって東急グループが運営から撤退し、翌4月からは再開発ビルの名称でもある「町田センタービル」として一部テナントのみで営業を継続しているが、現在はほとんど空室になっている。

#### SHIBUYA109 DREAMS
- 静岡県静岡市葵区伝馬町、2006年（平成18年）3月25日開業 - 静岡伝馬町プラザビル（旧：FIVE-J → SHIZUOKA109）の地下1階にてかつて営業していた[注 2]。

「SHIBUYA109」ブランドを活かし、地方主要都市のマーケティングに合わせた出店戦略。
同事業で培ったコンパクトなフロア面積、109での売上上位ブランドを集積させての出店などの出店形態は、後の「SHIBUYA109 ABENO」や「SHIBUYA109 KAGOSHIMA」などに受け継がれている。

#### SHIZUOKA 109

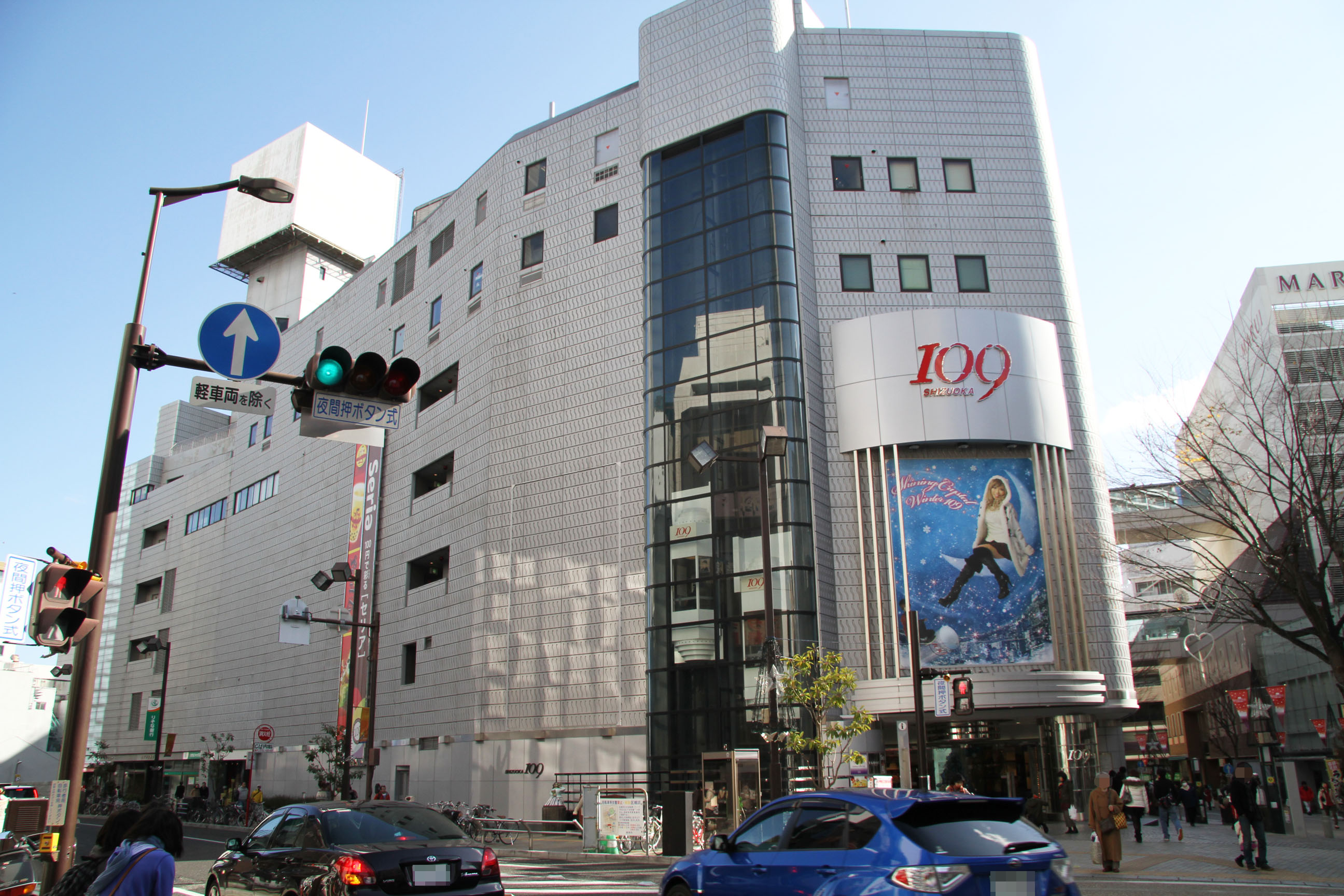
SHIZUOKA109
（現：静岡東急スクエア〈静岡伝馬町プラザビル〉、静岡市葵区伝馬町）

- 静岡県静岡市葵区伝馬町、2007年（平成19年）10月6日開業、地上11階地下1階のうち地上5階から地下1階での営業。2014年現在の営業面積は8,528m2、テナント数は65店舗。

商業・事務所・住宅・ホテルの複合商業施設（再開発ビル）である「静岡伝馬町プラザビル」の商業フロア（旧：FIVE-J）のうち地上5階から地下1階を賃借して運営。
2017年（平成29年）7月23日に営業を終了。全面改装の上で施設名称を「静岡東急スクエア」へと変更し、同年11月に全館リニューアルオープン、これにより109の名称は消滅。

#### MINATOMIRAI 109
- 神奈川県横浜市西区みなとみらい、2010年（平成22年）4月17日開業、地上4階地下2階。TOKYUポイント加盟店。当時の営業面積は3,643m2、テナント数は34店舗。

複合施設「クイーンズスクエア横浜」内の［アット！］1st（現：みなとみらい東急スクエア②）をリニューアルしてオープンしたが、後に109ブランドは廃止され元の形態に戻っている。

#### SHIBUYA109 OUTLET
- 神奈川県横浜市都筑区茅ヶ崎中央、2011年（平成23年）4月29日開業、地上2階。TOKYUポイント加盟店。当時のテナント数は16店舗。

商業施設「港北 TOKYU S.C.」内で営業していた。

#### SHIBUYA109 KAGOSHIMA

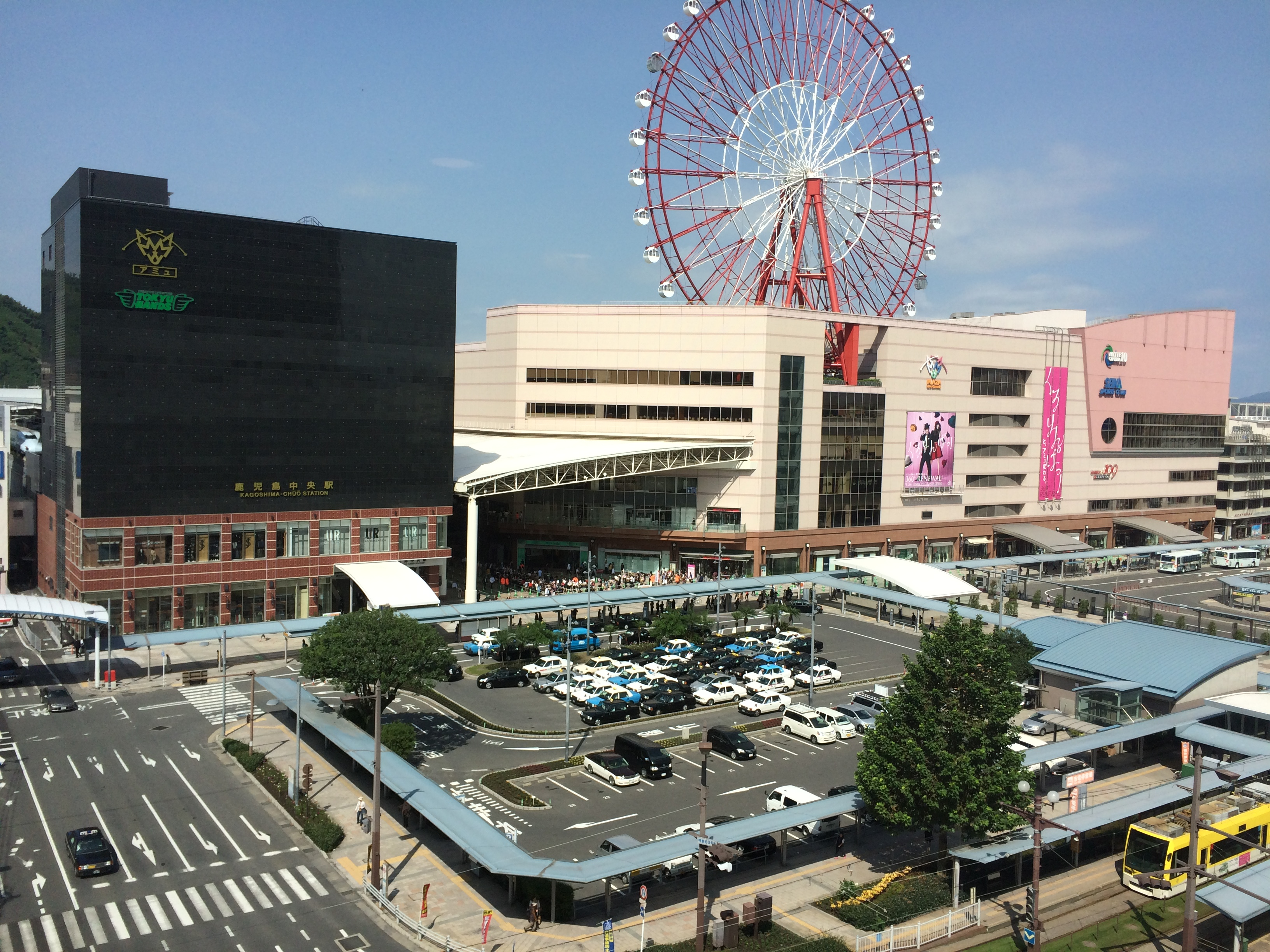
SHIBUYA109 KAGOSHIMAが入居していたアミュプラザ鹿児島
（鹿児島県鹿児島市中央町）

- 鹿児島県鹿児島市中央町（鹿児島中央駅敷地内）、2014年（平成26年）9月26日開業、2014年当時の営業面積は1,550m2、テナント数は18店舗。

2023年（令和5年）10月22日に営業を終了。
鹿児島中央駅に隣接する商業ビル「アミュプラザ鹿児島」本館2階の一部で営業を行っていた。

## 提携クレジットカード
以下の提携クレジットカードが2001年（平成13年）10月より発行されていたが、2012年（平成24年）12月28日に新規の募集を終了し、2014年（平成26年）1月31日を以て利用特典サービスを終了。さらに同年2月末を以て取扱終了となった。
- SHIBUYA109 MENBER`S CARD （三菱UFJニコス）

特典として109各館およびクイーンズスクエア横浜［アット！］・八王子東急スクエア・SHIBUYA109 NET SHOPでのクレジットカード決済により、請求時5%割引（年数回各10日間程度は10%割引、対象外施設あり）サービスがあった。

## 労働環境問題
2010年、SHIBUYA 109に店員向けの休憩用スペースが十分確保されておらず、店員たちが業務用階段の踊り場にダンボールを敷いて横たわって休憩を取っていることが明らかとなった。階段の踊り場は、「掃除がまったくされておらず、照明は薄暗くじめじめしてほこりっぽい。隅に積まれた箱の隙間からゴキブリがはい出てくるような場所」であったと指摘される。さらに6時間近い超過勤務にもかかわらず残業代が出されていないことも問題視された。なお、上記内容が雑誌で報道された後にビル内の休憩所の数は増えたとされる。

## テレビ番組
- 日経スペシャル ガイアの夜明け 街は巨大な広告だ（2003年5月27日、テレビ東京）[2]。